# 10th Cruiser Squadron
La 10ª Squadra Incrociatori, in inglese 10th Cruiser Squadron, anche conosciuta come Cruiser Force B, fu una formazione di incrociatori della Royal Navy britannica tra il 1913 e il 1917 e nuovamente dal 1940 al 1946.

## Storia

### Prima formazione
La squadra fu formata nel luglio 1913 e assegnata alla Third Fleet. Nel luglio 1914 fu riassegnata alla Grand Fleet e in agosto fu ridesignata Cruiser Force B, più comunemente nota come Northern Patrol. Rimase nella Grand Fleet fino al dicembre 1917.
|                                                                   | Grado           | Nome                              | Periodo                         |
| ----------------------------------------------------------------- | --------------- | --------------------------------- | ------------------------------- |
| Retroammiraglio comandante, 10th Cruiser Squadron/Cruiser Force B |                 |                                   |                                 |
| 1                                                                 | Retroammiraglio | Edmund R. Pears                   | 15 luglio 1913 – 29 giugno 1914 |
| 2                                                                 | Retroammiraglio | Charles L. Napier                 | 13–26 luglio 1914               |
| 3                                                                 | Retroammiraglio | Sir Dudley R. S. de Chair         | 1 agosto 1914 – 6 marzo 1916.   |
| 4                                                                 | Viceammiraglio  | Sir Reginald Godfrey Otway Tupper | 6 marzo 1916 – 8 dicembre 1917  |

La squadra fu sciolta dal gennaio 1918 al 1937

### Seconda formazione
Il 22 marzo 1937 l'Ammiragliato annunciò la formazione temporanea della squadra per la rivista della flotta per l'incoronazione di Giorgio VI il 20 aprile 1937. La squadra fu comandata dal retroammiraglio Arthur Dowding.

### Terza formazione
Nel settembre 1940 la squadra fu riformata e assegnata alla Home Fleet per tutta la durata della seconda guerra mondiale, fino al settembre 1945. Il 22 dicembre 1943 la squadra prese parte alla battaglia di Capo Nord, dove fu chiamata Force 2. Il 27 dicembre 1943 fu ingaggiata nella battaglia del mare di Barents come Force R. Nell'ottobre 1946 la squadra fu rinominata 2nd Cruiser Squadron e assegnata alla Mediterranean Fleet.
|                                             | Grado           | Nome                         | Periodo                         |
| ------------------------------------------- | --------------- | ---------------------------- | ------------------------------- |
| Ufficiale comandante, 10th Cruiser Squadron |                 |                              |                                 |
| 1                                           | Retroammiraglio | Harold Burrough              | 10 settembre 1940 – agosto 1942 |
| 2                                           | Retroammiraglio | Cecil H. J. Harcourt         | Agosto 1942 – 12 gennaio 1943   |
| 3                                           | Retroammiraglio | Robert L. Burnett            | 12 gennaio – 3 marzo 1944       |
| 4                                           | Retroammiraglio | Frederick Dalrymple-Hamilton | 3 marzo – 8 aprile 1945         |
| 5                                           | Retroammiraglio | Angus Cunningham-Grahame     | 8 aprile 1945 – ottobre 1946    |